# Porsche 956

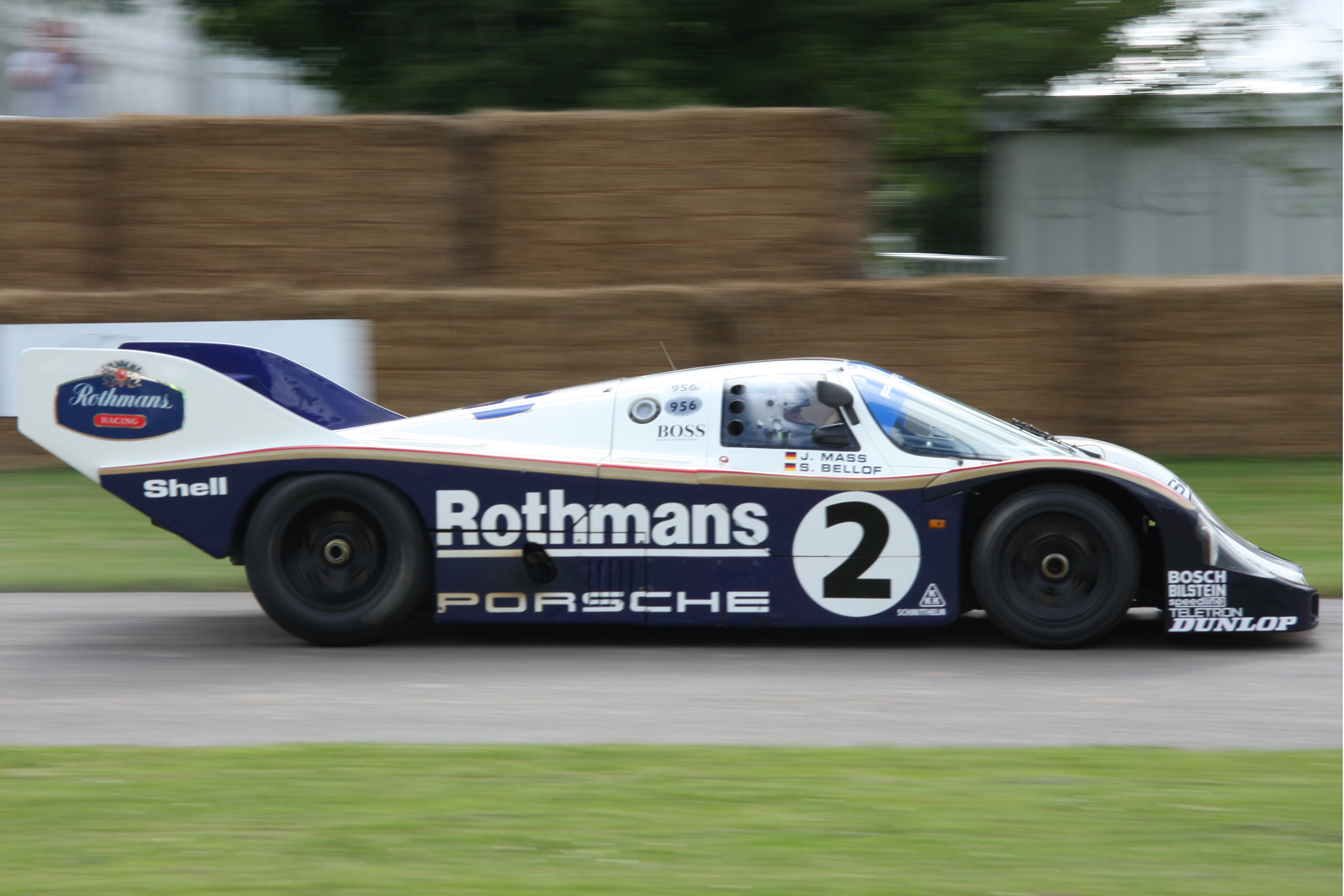
Демонстрационный заезд спонсированного Rothmans 956 с экипажем из Йохена Масса и Штефана Беллофа.

Porsche 956 — спортпрототип гоночного автомобиля группы C, созданный концерном Porsche в 1982 году для всемирного автомобильного чемпионата международной автомобильной федерации. Позже, в 1984 году, этот автомобиль был усовершенствован до модификации 956B.

## Разработка
Автомобиль был построен чтобы соответствовать новой группе чемпионата C, которая была введена в 1982 году. Автомобиль был успешной заменой модели Porsche 936, которые соревновалась в предыдущих группах категории B. Проект был начат в июне 1981 года, а первый прототип шасси был завершён 27 марта 1982 года, как раз к началу сезона чемпионата мира. Юрген Барт испытал первый корпус на частном испытательном треке Porsche.
Porsche 956 имеет шасси из алюминиевого монокока, первый для компании, помог разрешить проблему веса в 800 кг в группе С. Двигатель такой же, как и в Porsche 936, Тип-935, 2,65 л с турбонаддувом, производил около 635 л.с. Также была использована первая в мире коробка передач с двойным сцеплением, специально разработанная для 956, в паре с традиционной 5-ступенчатой РКПП.
Днище Porsche 956 имеет переменную высоту, а ближе к задней оси дорожный просвет сильно увеличивался, что создавало дополнительную прижимную силу. Как следствие, это позволило Porsche проходить повороты на более высокой скорости.
Считается, что, теоретически, Porsche 956 на скорости в 321 км/ч развивает прижимную силу, позволяющую ему двигаться "по потолку" и не падать.

## Рекорд Нюрбургринга
28 мая 1983 года Porsche 956 установил рекорд Нюрбургринга, проехав круг за 6:11.13. 